# الإخوة والأخوات (مسلسل)
الاخوة والأخوات (بالإنجليزية: Brothers & Sisters)مسلسل درامي أمريكي يدور حول عائلة ووكر التي تعيش في باسادينا في ولاية كاليفورنيا
بدء عرض المسلسل في شبكة أي بي سي يوم 24 سبتمبر 2006 بعد انتهاء عرض مسلسل ربات بيوت يائسات ربات بيوت يائسات

## شخصيات
الأسرة ووكر
- نورا ووكر ، الأم ووكر مقدمة برنامج إذاعي، أرملة المتوفى وليام ووكر.
- سارة ووكر ، ابنة نورا وويليام الكبرى، الرئيس السابق أوجاي للأغذية والرئيس التنفيذي لجرينوتوبيا ؛ الزوجة السابقة لهيدون جو ومخطوبة لوران لوك.
- كيتي ووكر ، الابنة الثانية لنورا وويليام يقل عمرها عام واحد عن سارة ؛ أرملة روبرت ماكليستر .
- تومي ووكر ، الابن الثالث، أصغر من كيتي بسنتين، والابن البكر لنورا وويليام والرئيس السابق لأوجاي للأغذية ؛ متطلق من ريدج جوليا .
- كيفن ووكر ، الابن الرابع لنورا وويليام، أصغر من تومي بسنتين، مثلي الجنس محام ومدير الاتصالات السابق لماكليستر عضو مجلس الشيوخ السابق ومحامي الشركات ؛ متزوج من سكوتي واندال.
- جاستن ووكر ، الابن الخامس لنورا وويليام، اصغر من كيفن بثماني سنوات شارك في حرب أفغانستان والعراق، أدمن على المخدرات ؛ زوجته السابقة ريبيكا هاربر ابنه هولي هاربر.